# Jean-Baptiste Rosemond de Beauvallon
Jean-Baptiste Rosemond de Beauvallon (1819-1903) est un journaliste français qui fut accusé de meurtre à la suite d'un duel.

## Biographie
Né en 1819, en Guadeloupe, dans une famille créole, Jean-Baptiste Rosemond de Beauvallon fit ses études en métropole.
Il se fit le défenseur de la société créole face aux partisans de l'abolition de l'esclavage encore pratiqué à l'époque dans les Antilles françaises. Il entreprit d'écrire sur les Antilles pour témoigner. Il publia un premier ouvrage, Île de Cuba en 1844, en s'inspirant de son séjour dans cette colonie espagnole entre novembre 1841 et février 1843. L'ouvrage devait comporter un second volume qui fut abandonné du fait de l'abolition de l'esclavage en 1848. Beau-frère de Bernard-Adolphe de Cassagnac, il devint rédacteur du feuilleton du journal Le Globe.

## L'affaire Dujarrier
Le 7 mars 1845, Beauvallon se querella avec le journaliste Alexandre Dujarrier, gérant du journal La Presse, concurrent du Globe, durant un souper offert par l'actrice Anaïs Liévenne, maîtresse du fils de Victor Hugo, aux Frères Provençaux, à Paris. L'objet de la querelle était une dette de jeu de 84 louis que Dujarrier avait contractée auprès de Beauvallon. Quoique la somme fût réglée le soir même, Beauvallon lui envoya ses témoins le lendemain, leur différend ayant aussi pour source les faveurs de la comédienne et chanteuse Thérèse Vernet, alias madame Albert (1805-1860).. Alexandre Dumas fils, qui connaissait la force de Beauvallon à l'épée, conseillait néanmoins à Dujarrier d'éviter le pistolet, supposant que M. de Beauvallon, en vrai gentilhomme, remarquant l'ignorance de son adversaire en fait d'escrime, ne prolongerait point le duel ou le rendrait tout au moins sans conséquences funestes. Le mardi 11 mars 1845, à 9 heures du matin, les témoins réglèrent par écrit les conditions de la rencontre et le duel eut lieu. Dujarrier était un tireur tellement novice qu'il n'atteint pas son adversaire, lui présenta sa poitrine et le somma de tirer. Le projectile le frappa au-dessus de l'aile droite du nez, traversant l'os maxillaire supérieur jusque dans la partie la plus profonde de la face, brisant l'os occipital de manière à produire une commotion sur la moelle épinière, et provoquant finalement la mort. Beauvallon partit avec l'un de ses témoins, le Victor-Toussaint d'Ecquevilley, et se réfugia en Espagne pour se soustraire à l'action de la justice. 
À la suite d'une première instruction, la chambre des mises en accusation de la cour royale de Paris déclara qu'il n'y avait lieu à suivre contre aucun des prévenus, se fondant, à l'égard des témoins sur des raisons de fait, à l'égard de Beauvallon sur des raisons de droit. La Cour de cassation cassa ses arrêts, en ce qui concernait Beauvallon seulement, et désigna pour connaître de l'affaire la cour royale de Rouen, qui adopta la décision de la Cour de cassation.
Beauvallon se constitua prisonnier et comparut le 26 mars 1846 devant la cour d'assises de la Seine-Inférieure, comme accusé d'homicide volontaire avec préméditation, son avocat étant Jean-Gabriel Capot de Feuillide. Acquitté par la cour de Rouen, la chambre des mises en accusation maintint le mandat d'arrestation décerné contre Beauvallon et requit une instruction nouvelle le 31 août 1847. Renvoyé devant la cour d'assises, comme accusé de faux témoignage en matière criminelle, Beauvallon y parut le 8 octobre 1847, il fut accusé par la cour de faux témoignage et d'avoir essayé les pistolets avant le duel, ce qu'il réfuta. En première instance il fut à l'unanimité déclaré coupable d'homicide volontaire avec préméditation, commis en duel, avec la circonstance aggravante de la violation d'une condition établie (essayage des pistolets), à dix ans de réclusion, 2 000 francs d'amende, 20 000 francs de dommages et intérêts, à payer les frais de procès. Aucune circonstance atténuante ne lui fut reconnue. Le vicomte d'Ecquevilley fut reconnu complice et écopa d'une condamnation similaire, les autres témoins du duel de peines moins lourdes.

## Après l'affaire
Beauvallon, installé à la Guadeloupe, y mena une carrière de journaliste comme directeur de L'Écho de Guadeloupe. Il décéda en 1903. 

## Documentaire télévisé
- « Un combat singulier ou L'affaire Beauvallon » le 12 septembre 1958 dans En votre âme et conscience sur RTF Télévision. Voir Myriam Tsikounas, "Le procès de la presse : L’affaire Beauvallon", in La Caméra explore le crime, Rennes, Presses Universitaires de Rennes, 2017, p. 151-166.